# Нове Зубарьово
Нове Зубарьо́во (рос. Новое Зубарёво, ерз. Новое Зубарево) — село у складі Краснослободського району Мордовії, Росія. Входить до складу Старорябкинського сільського поселення.
Населення — 182 особи (2010; 219 у 2002).
Національний склад (станом на 2002 рік):
- росіяни — 94 %